# Protapanteles agrotivorus
Protapanteles agrotivorus är en stekelart som först beskrevs av Whitfield 2002.  Protapanteles agrotivorus ingår i släktet Protapanteles och familjen bracksteklar. Inga underarter finns listade i Catalogue of Life.